# Melanum puncticollis
Melanum puncticollis är en tvåvingeart som först beskrevs av Zetterstedt 1848.  Melanum puncticollis ingår i släktet Melanum och familjen fritflugor. Inga underarter finns listade i Catalogue of Life.